# 天主教穆爾斯卡索博塔教區
天主教穆爾斯卡索博塔教區（拉丁語：Dioecesis Sobotensis）是羅馬天主教在斯洛文尼亞的一個教區。屬馬爾博爾總教區。2006年4月7日升為教區。
2011年，有95,400名教友，估轄區總人口79.8%，有36個堂區、54名司鐸、17名修士、13名修女。現任教區主教為伯多祿·什圖姆夫。